# La scomparsa di Alice Creed
La scomparsa di Alice Creed (The Disappearance of Alice Creed) è un film del 2009 scritto e diretto da J Blakeson. L'attrice Gemma Arterton interpreta la protagonista Alice Creed, una ragazza rapita da due ex detenuti.
Dal film sono stati realizzati vari remake quali: Bloedlink (2014), Echarikkai (2018), Relax Sathya (2019) e Il sequestro di Stella (Kidnapping Stella, 2019).

## Trama
Due uomini, un ventenne di nome Danny e un quarantenne di nome Vic, entrambi ex detenuti, insonorizzano completamente un appartamento trasformandolo in una prigione. Quindi si preparano a rapire, allo scopo di ottenere un riscatto, Alice Creed, la bella figlia di un ricco uomo d'affari. Riescono a sequestrare la ragazza e a condurla nell'appartamento, dove viene rinchiusa in una stanza e legata a un letto. Ma, pur avendo pianificato tutto nei minimi dettagli, Danny e Vic dovranno fare i conti con un'inaspettata reazione della ragazza che farà naufragare i loro loschi piani. La ragazza, infatti, si dimostra tutt'altro che arrendevole, cercando in tutti i modi di non farsi sopraffare dai rapitori.
Alice, infatti, in seguito a un susseguirsi di colpi di scena, scopre che uno dei due sequestratori, che le si sono sempre presentati con un passamontagna, è Danny, il ragazzo con cui ha una relazione. Danny le propone di fingersi spaventata per poi, alla fine di tutto, scappare coi soldi del riscatto. Danny ha però una relazione anche con Vic, essendo gay (era stato grazie all'ascendente su di lui che l'aveva convinto a rapire proprio Alice). A poco a poco il piano si sgretola e i due rapitori si uccidono a vicenda, mentre Alice riesce finalmente a fuggire.

## Produzione
Per J Blakeson, che ha diretto e scritto il film, la pellicola rappresenta la sua prima esperienza come regista di un lungometraggio. In precedenza, infatti, ha diretto solo un cortometraggio e ha collaborato alla produzione di altri film solo come autore. La produzione del film si è avviata nel settembre del 2008, quando la CinemaNX diede il compito a Blakeson di realizzare un film con un budget limitato. Così il neoregista ebbe l'idea di realizzare un thriller, ispirato a film come In linea con l'assassino e Panic Room, in cui la maggior parte delle scene sarebbe stata girata in un unico luogo e i personaggi sarebbero stati solo tre, proprio a causa del budget ridotto affidatogli. La fase di casting non durò a lungo, Gemma Arterton fu scelta in pochissimo tempo: in un'intervista Blakeson dichiarò che gli sono bastati venti secondi di audizione per capire che lei era perfetta per quel ruolo. Anche l'interprete di Vic fu trovato velocemente, solo per quello di Danny occorse qualche giorno in più.
Definita la trama e completato il cast, nel febbraio del 2009 iniziarono le riprese, svolte interamente nell'Isola di Man, nel Mar d'Irlanda.

## Distribuzione
Il film fu presentato per la prima volta al Toronto International Film Festival il 12 settembre 2009. Il 24 ottobre dello stesso anno fu presentato anche al London Film Festival. Nel Regno Unito, paese di origine del film, la pellicola è stata distribuita nelle sale cinematografiche dal 30 aprile 2010. L'università di Southampton dieci giorni prima aveva ospitato l'anteprima mondiale, aggiudicandosi una campagna promozionale svolta sul social network Facebook. In Italia è stata distribuita dal 5 novembre 2010.

## Accoglienza

### Incassi
Nel Regno Unito il film ha incassato 142.324 sterline nel fine settimana d'apertura e 384.956 sterline nel primo mese di distribuzione nelle sale.

### Critica
La pellicola ha ricevuto riscontri molto positivi dalla critica. Il quotidiano britannico Daily Mail in proposito ha scritto che si tratta della «migliore performance fino a oggi» di Gemma Arterton. Anche il The Times ha lodato l'interpretazione dell'attrice, definendola «sorprendentemente grintosa». Inoltre il quotidiano ha definito la pellicola «un ingegnoso thriller britannico» e «uno dei film britannici più originali dell'anno». Il The Daily Mirror invece l'ha definita «un nuovo film crime teso e sorprendente, con una performance mozzafiato di Gemma Arterton». «Uno spettacolo pirotecnico di grande recitazione» è stato invece il giudizio del The Guardian. Una buona valutazione per il debutto di Blakeson come regista è arrivata anche dalla rivista statunitense The Hollywood Reporter, che ha definito il film «teso, superbamente eseguito e costantemente avvincente», esprimendo anche un ottimo giudizio sui tre interpreti.
Nel 2009 il film ha ottenuto una nomination per il premio Raindance ai British Independent Film Awards.